# Heron-Passage
Die Heron-Passage ist eine Meerenge in der Gruppe der Willis-Inseln vor der nordwestlichen Spitze Südgeorgiens. Sie verläuft zwischen den Inseln Vaughan Island  und Trinity Island.
Die seit den 1930er Jahren bekannte Existenz der Passage wurde 1961 bei Vermessungsarbeiten mit dem britischen Forschungsschiff HMS Owen bestätigt. Das UK Antarctic Place-Names Committee benannte sie 1964 nach dem Namen eines der zur Vermessung eingesetzten motorisierten Beiboote der HMS Owen.